# 雷尼萊克 (明尼蘇達州)
雷尼萊克（英語：Rainy Lake）是位於美國明尼蘇達州康契欽縣的一個未組織地區。

## 地方資料
雷尼萊克的面積為1001.39平方千米，當中陸地面積為910.90平方千米，而水域面積為90.48平方千米。根據2020年美國人口普查的數據，當地共有人口3261人，而人口密度為每平方千米3.26人。